# Jean-Baptiste Lambry
Jean-Baptiste Toussaint Lambry est un homme politique français né le 21 janvier 1762 à Verdun (Meuse) et décédé en 1838 au même lieu.

## Biographie
Procureur impérial à Verdun, il est député de la Meuse en 1815, pendant les Cent-Jours. Il est maintenu dans ses fonctions de magistrat sous la Restauration.